# Oskar-Hubert Dennhardt
Oskar-Hubert Dennhardt (30 de junho de 1915 - 19 de junho de 2014) foi um oficial alemão que serviu no Deutsches Heer durante a Segunda Guerra Mundial. Foi condecorado com a Cruz de Cavaleiro da Cruz de Ferro com Folhas de Carvalho.

## Condecorações
| Condecoração por Longo Tempo de Serviço na Wehrmacht 4ª Classe     | 28 de maio de 1938      |
| Cruz de Ferro (1939) 2ª Classe                                     | 2 de junho de 1940      |
| Cruz de Ferro (1939) 1ª Classe                                     | 8 de setembro de 1940   |
| Distintivo de Feridos (1939) em Preto                              | 26 de agosto de 1941    |
| Distintivo de Feridos (1939) em Prata                              | 29 de agosto de 1942    |
| Distintivo de Feridos (1939) em Ouro                               | 5 de outubro de 1942    |
| Distintivo da infantaria de assalto em Bronze                      | 1 de maio de 1942       |
| Medalha da Frente Oriental                                         | 3 de agosto de 1942     |
| Cruz Germânica em Ouro                                             | 12 de fevereiro de 1943 |
| Distintivo de Combate Fechado em Bronze                            | 6 de dezembro de 1943   |
| Distintivo de Combate Fechado em Prata                             | 15 de abril de 1945     |
| Cruz de Cavaleiro da Cruz de Ferro                                 | 18 de março de 1942     |
| Cruz de Cavaleiro da Cruz de Ferro com Folhas de Carvalho nº (870) | 9 de maio de 1945       |
| Ordem do Mérito da República Federal da Alemanha 1ª Classe         | 10 de maio de 1971      |